# Isabelle Jagellon
 (juin 2015).
Si vous disposez d'ouvrages ou d'articles de référence ou si vous connaissez des sites web de qualité traitant du thème abordé ici, merci de compléter l'article en donnant les références utiles à sa vérifiabilité et en les liant à la section « Notes et références ».
Isabelle Jagellon, dite la reine Isabelle, est née le 18 janvier 1519 et morte le 15 septembre 1559. Elle fut l’épouse de Jean Szapolyai (1487 - 1540), roi de Hongrie de 1526 à 1540, et la mère de Jean Sigismond Szapolyai (1540 - 1571), roi de Hongrie et prince de Transylvanie.

## Famille
Isabelle Jagellon est le premier enfant du second mariage (consacré en 1518) de Sigismond Ier le Vieux, (1467-1548), roi de Pologne et grand-duc de Lituanie, et de Bona Sforza, fille de Jean Galéas Sforza, duc de Milan. Ses frères et sœurs sont Sigismond II Auguste (1520-1572), roi de Pologne, Sophie, duchesse de Brunswick-Wolfenbüttel, Anna, épouse d'Étienne Bathory, co-roi de Pologne, et Catherine, épouse de Jean III de Suède. Elle a également une demi-sœur aînée issue du premier mariage de son père avec Barbara Zápolya : Hedwige Jagellon, électrice de Brandebourg.

## Biographie
Le 2 mars 1539, elle épouse à Székesfehérvár le roi Jean Ier de Hongrie, qui après de nombreuses luttes avec Ferdinand Ier du Saint-Empire assoit ainsi sa légitimité. Mais deux ans plus tard, le 22 juillet 1541 à Szeben, quinze jours après la naissance de leur fils Jean Sigismond Szapolyai, Jean Ier meurt, confiant la régence à son épouse et à son conseiller Giorgio Martinuzzi, dit le moine György.

### Régence
En tant que régente on la surnomme plus couramment la reine Isabelle, compte tenu de sa forte personnalité et de sa ténacité à protéger la succession de Jean Ier et assurer la pérennité de la couronne de Hongrie pour son fils, contre l’armée turque de Soliman, contre l’ambition du Moine György, contre l’empereur Ferdinand Ier.
Elle fait élire rapidement son fils Jean II roi de Hongrie par les partisans de Jean Ier, et ce en dépit du traité de Nagyvárad avec le Saint-Empire, son tuteur étant dès lors Giorgio Martinuzzi, devenu cardinal. La cour s’installe à Buda, que Ferdinand s’empresse d’assiéger pour obtenir la suprématie totale sur la Hongrie. Le sultan Soliman reprend ses conquêtes et en 1542, contraint l'archiduc Ferdinand à signer un traité de paix : la Hongrie est partagée entre le sultan à l’est, Ferdinand à l’ouest et Jean II en Transylvanie, depuis Alba Iulia.
Mais des conflits naissent rapidement entre la reine et Martinuzzi : en 1549, pour des raisons militaires face aux turcs, le tuteur de Jean II signe la Convention de Nyirbator qui reconnaît la suzeraineté de Ferdinand Ier sur la Transylvanie, et ce à l’insu de la reine, qui elle travaille en silence à réunifier la contrée, qui prévoit la renonciation au trône de Hongrie de Jean II, moyennant une compensation financière et territoriale, et la reconnaissance de Ferdinand Ier comme seul souverain élu de Hongrie. La reine Isabelle dénonce le traité et réaffirme les droits de son fils, mais elle doit abdiquer le 19 juin 1551, et se retirer avec Jean-Sigismond en Silésie pendant que la diète de Cluj du 26 juillet 1551 reconnaît Ferdinand Ier comme seul souverain. En échange, l'ex-régent Martinuzzi est nommé voïvode de Transylvanie et la reine Isabelle obtient le duché de Münsterberg.

### Dernières années
En réaction à l’occupation de la Transylvanie par les Habsbourg, Soliman envahit à son tour cette Principauté dont la Diète rappelle en 1556 Jean II et sa mère, désormais seule tutrice, pour gouverner le pays sous suzeraineté nominale ottomane. La reine-mère passe ainsi ses dernières années de sa vie auprès de son fils.